# Parafia św. Euzebiusza w Brederis
Parafia św. Euzebiusza w Brederis – parafia rzymskokatolicka, administracyjnie należąca do austriackiej diecezji Feldkirch. 